# Grodzisk Mazowiecki Plac Wolności
Grodzisk Mazowiecki Plac Wolności – zlikwidowana stacja kolejowa Warszawskiej Kolei Dojazdowej w Grodzisku Mazowieckim, w powiecie grodziskim w województwie mazowieckim, w Polsce. Położona na Linii kolejowej z Warszawy Śródmieścia WKD do Grodziska Mazowieckiego EKD. Linia ta została ukończona w 1932 roku. Linia ta została częściowo rozebrana na odcinku od stacji Grodzisk Mazowiecki Radońska do stacji Grodzisk Mazowiecki EKD w 1966 roku.